# Hyalarcta nigrescens
Hyalarcta nigrescens är en fjärilsart som beskrevs av Doubleday 1845. Hyalarcta nigrescens ingår i släktet Hyalarcta och familjen säckspinnare. Inga underarter finns listade i Catalogue of Life.